# 大村雅彦
大村 雅彦（おおむら まさひこ、1954年 - ）は、日本の法学者。専門は、民事訴訟法を含む民事手続法全般に及ぶ。学位は、法学博士（中央大学・論文博士・2013年）。中央大学名誉教授。学校法人中央大学理事長。小島武司門下。

## 来歴
兵庫県生まれ。兵庫県立社高等学校を経て、1977年中央大学法学部卒業。同大学院博士前期課程修了後、1979年同法学部助手。1983年同法学部助教授。1990年同法学部教授。2004年同法科大学院教授。2004年中央大学大学院法務研究科長（2007年まで）。2012年中央大学国際センター所長（2014年まで）。2013年中央大学より法学博士の学位を取得。2014年中央大学常任理事。2017年3月中央大学理事長代行。2017年5月から中央大学理事長。2021年中央大学定年退職。同名誉教授。
1998年カンボジア法制度整備支援委員。一橋大学名誉教授の竹下守夫部会長の下でカンボジア王国民事訴訟草案策定にあたり、2009年にはカンボディア友好勲章を受章。この他、2006年司法試験考査委員など歴任。

## 門下生
- 田中誠人 - 甲南大学法学部教授
- 河村基予 - 日本大学大学院法務研究科准教授

## 著書
- 『注釈民事訴訟法第1巻』（有斐閣、1991年）
- 『基本講義破産法（増補版）』（青林書院、2002年・初版1998年）
- 『アメリカ民事訴訟法の理論』（共著、商事法務、2006年）
- 『条解民事訴訟法（第2版）』（兼子一原著、松浦馨ほか編著、分担執筆担当、弘文堂、2011年）
- 『比較民事司法研究』（中央大学出版部、2013年）
- 『ロースクール民事訴訟法（第4版）』（三木浩一, 山本和彦編、分担執筆担当、有斐閣、2014年・2002年初版）